# Fußball-Club Augsburg 1907 2004-2005
Questa voce raccoglie le informazioni riguardanti il Fußball-Club Augsburg 1907 nelle competizioni ufficiali della stagione 2004-2005.

## Stagione
Nella stagione 2004-2005 l'Augusta, allenato da Armin Veh e Rainer Hörgl, concluse il campionato di Regionalliga sud al 4º posto.

## Rosa
| N. |                               | Ruolo | Calciatore          |
| -- | ----------------------------- | ----- | ------------------- |
| 1  | Croazia (bandiera)            | P     | Zdenko Miletić      |
| 2  | Germania (bandiera)           | D     | Oliver Schmidt      |
| 3  | Germania (bandiera)           | D     | Sören Dreßler       |
| 5  | Croazia (bandiera)            | D     | Saša Janić          |
| 6  | Macedonia del Nord (bandiera) | C     | Ajet Abazi          |
| 7  | Germania (bandiera)           | A     | Mark Römer          |
| 8  | Germania (bandiera)           | C     | Karsten Hutwelker   |
| 9  | Serbia (bandiera)             | A     | Vladimir Manislavic |
| 10 | Svizzera (bandiera)           | A     | Milaim Rama         |
| 11 | Ungheria (bandiera)           | A     | Andras Tölcseres    |
| 13 | Germania (bandiera)           | D     | Michael Wenczel     |
| 16 | Germania (bandiera)           | A     | Jonathan Kreuzer    |
| 17 | Germania (bandiera)           | C     | Marvin Braun        |

| N. |                     | Ruolo | Calciatore            |
| -- | ------------------- | ----- | --------------------- |
| 18 | Germania (bandiera) | D     | Domenico Sbordone     |
| 19 | Germania (bandiera) | C     | Markus Thorandt       |
| 20 | Germania (bandiera) | C     | Sascha Benda          |
| 21 | Germania (bandiera) | C     | Markus Knackmuß       |
| 22 | Germania (bandiera) | C     | Patrick Mölzl         |
| 23 | Germania (bandiera) | D     | Alexander Strehmel    |
| 24 | Germania (bandiera) | P     | Rainer Adolf          |
| 25 | Germania (bandiera) | P     | Christian Krieglmeier |
| 26 | Germania (bandiera) | D     | Marco Löring          |
| 27 | Germania (bandiera) | D     | Eugen Hecker          |
| 28 | Germania (bandiera) | C     | Robert Strauß         |
| 29 | Germania (bandiera) | D     | Thomas Gellner        |
| 30 | Nigeria (bandiera)  | A     | Christian Okpala      |

## Organigramma societario
Area tecnica
- Allenatore: Rainer Hörgl
- Allenatore in seconda: Kurt Kowarz, Herbert Wiest
- Preparatore dei portieri:
- Preparatori atletici:
- Analisi video:

## Calciomercato

### Sessione estiva
| Acquisti | Acquisti          | Acquisti          | Acquisti |
| R.       | Nome              | da                | Modalità |
| -------- | ----------------- | ----------------- | -------- |
| P        | Rainer Adolf      | SpVgg Kaufbeuren  |          |
| C        | Sascha Benda      | Kickers Stoccarda |          |
| C        | Marvin Braun      | Kickers Stoccarda |          |
| C        | Karsten Hutwelker | Jahn Ratisbona    |          |
| C        | Markus Knackmuß   | Jahn Ratisbona    |          |
| A        | Jonathan Kreuzer  | TSV Aindling      |          |
| C        | Patrick Mölzl     | St. Pauli         |          |
| A        | Milaim Rama       | Thun              |          |
| A        | Mark Römer        | Unterhaching      |          |
| D        | Oliver Schmidt    | Jahn Ratisbona    |          |
| A        | Andras Tölcseres  | Jahn Ratisbona    |          |

| Cessioni | Cessioni           | Cessioni          | Cessioni |
| R.       | Nome               | a                 | Modalità |
| -------- | ------------------ | ----------------- | -------- |
| A        | Yacoubou Achirou   | Lions FC          |          |
| D        | Christian Alder    | Jahn Ratisbona    |          |
| A        | Carl Collins       | Aalen             |          |
| A        | Miguel Coulibaly   | Aalen             |          |
| C        | Daniel Damm        | Kaiserslautern II |          |
| D        | Ingo Feistle       | SSV Glött         |          |
| C        | Marco Haller       | Aalen             |          |
| C        | André Hofschneider | FC Affing         |          |
| D        | Thomas Reis        | Eintracht Treviri |          |
| C        | Mirko Soltau       | Union Berlino     |          |
| P        | Sebastian Steidle  | Schwaben Augusta  |          |

### Sessione invernale
| Acquisti | Acquisti       | Acquisti          | Acquisti |
| R.       | Nome           | da                | Modalità |
| -------- | -------------- | ----------------- | -------- |
| D        | Thomas Gellner | Hertha Berlino II |          |

| Cessioni | Cessioni     | Cessioni       | Cessioni |
| R.       | Nome         | a              | Modalità |
| -------- | ------------ | -------------- | -------- |
| D        | Uwe Ehlers   | Erzgebirge Aue |          |
| C        | Armando Zani | Ingolstadt 04  |          |

## Risultati

### Regionalliga

#### Girone di andata
| Arbitro: | Viktora |

|                             |           |                         |
| Benda 41’ (rig.) Löring 45’ | Marcatori | 47’ Nagorny 71’ Haffner |

| Arbitro: | Pickel |

|                  |           |  |
| Winkler 32’, 38’ | Marcatori |  |

| Arbitro: | Greth |

|                                   |           |                      |
| Benda 4’ Hutwelker 10’ Löring 41’ | Marcatori | 56’, 81’ Kılıçarslan |

| Siegen 29 agosto 2004, ore 15:00 CEST 4ª giornata | Siegen     | 0 – 0 referto | Augusta | Leimbachstadion (3 565 spett.)\| Arbitro: \| Brombacher \| |
| Arbitro:                                          | Brombacher |               |         |                                                            |

| Arbitro: | Schmidt |

|               |           |            |
| Tölcseres 12’ | Marcatori | 63’ Theres |

| Arbitro: | Kristek |

|          |           |                          |
| Weis 52’ | Marcatori | 9’, 20’ Römer 51’ Löring |

| Arbitro: | Bauer |

|            |           |                           |
| Okpala 71’ | Marcatori | 81’ Blessin 90’ Hockenjos |

| Arbitro: | Stieler |

|                                |           |  |
| Rogosic 18’, 90’ Coulibaly 83’ | Marcatori |  |

| Arbitro: | Karle |

|           |           |                 |
| Weber 58’ | Marcatori | 30’, 52’ Okpala |

| Arbitro: | Schiffner |

|                                                                      |           |                        |
| Römer 15’, 44’ Amstätter 20’ (aut.) Löring 54’ Braun 80’ Wenczel 84’ | Marcatori | 25’ (rig.) Sprecakovic |

| Arbitro: | Polony |

|           |           |  |
| Džaka 17’ | Marcatori |  |

| Arbitro: | Bielmeier |

|            |           |                     |
| Löring 14’ | Marcatori | 8’ Adler 44’ Holzer |

| Arbitro: | Kempter |

|                                   |           |           |
| Kanyuk 27’ Türker 69’ (rig.), 79’ | Marcatori | 65’ Römer |

| Augusta 6 novembre 2004, ore 14:30 CET 14ª giornata | Augusta   | 0 – 0 referto | Feucht | Rosenaustadion (1 000 spett.)\| Arbitro: \| Schlutius \| |
| Arbitro:                                            | Schlutius |               |        |                                                          |

| Arbitro: | Sahler |

|                               |           |                                |
| Rahmanovic 1’, 59’ Härter 27’ | Marcatori | 47’ Okpala 49’ Römer 68’ Braun |

| Arbitro: | Christ |

|                                 |           |  |
| Braun 9’ Benda 43’ Knackmuß 45’ | Marcatori |  |

| Arbitro: | Wack |

|                       |           |                     |
| Hoffmann 8’ Petry 77’ | Marcatori | 19’ Mölzl 62’ Römer |

#### Girone di ritorno
| Arbitro: | Drees |

|  |           |           |
|  | Marcatori | 71’ Römer |

| Arbitro: | Kircher |

|                               |           |              |
| Benda 11’ Braun 27’ Römer 83’ | Marcatori | 16’ Cescutti |

| Arbitro: | Stark |

|  |           |           |
|  | Marcatori | 56’ Mölzl |

| Augusta 27 marzo 2005, ore 17:00 CET 21ª giornata | Augusta | 0 – 0 referto | Siegen | Rosenaustadion (2 825 spett.)\| Arbitro: \| Kempter \| |
| Arbitro:                                          | Kempter |               |        |                                                        |

| Arbitro: | Walz |

|             |           |                         |
| Beigang 20’ | Marcatori | 30’ Benda 86’ Hutwelker |

| Arbitro: | Fleischer |

|                      |           |  |
| Römer 56’ Okpala 75’ | Marcatori |  |

| Arbitro: | Kircher |

|  |           |                                         |
|  | Marcatori | 40’, 61’ Römer 42’ Okpala 90’ Tölcseres |

| Arbitro: | Welz |

|                        |           |  |
| Thorandt 73’ Janić 81’ | Marcatori |  |

| Arbitro: | Polony |

|          |           |  |
| Rama 90’ | Marcatori |  |

| Arbitro: | Kempter |

|             |           |                   |
| Diakité 52’ | Marcatori | 45’ (rig.) Okpala |

| Arbitro: | Wack |

|                             |           |  |
| Okpala 11’ (rig.) Römer 36’ | Marcatori |  |

| Arbitro: | Palilla |

|               |           |                         |
| Ledgerwood 6’ | Marcatori | 16’ Römer 35’ Hutwelker |

| Arbitro: | Sahler |

|           |           |                |
| Mölzl 63’ | Marcatori | 58’ Fiorentino |

| Arbitro: | Dingert |

|               |           |                          |
| Perchtold 46’ | Marcatori | 24’, 88’ Römer 29’ Benda |

| Arbitro: | Sippel |

|                             |           |                                |
| Römer 14’ Okpala 21’ (rig.) | Marcatori | 80’ Rahmanovic 85’ Abou-Shoura |

| Arbitro: | Drees |

|  |           |                                                    |
|  | Marcatori | 24’ Dreßler 35’ Thorandt 47’, 50’, 51’, 64’ Okpala |

| Arbitro: | Fröhlich |

|           |           |                         |
| Benda 64’ | Marcatori | 85’ Gibson 90’ Hoffmann |

## Statistiche

### Statistiche di squadra
| Competizione     | Punti | In casa | In casa | In casa | In casa | In casa | In casa | In trasferta | In trasferta | In trasferta | In trasferta | In trasferta | In trasferta | Totale | Totale | Totale | Totale | Totale | Totale | DR  |
| Competizione     | Punti | G       | V       | N       | P       | Gf      | Gs      | G            | V            | N            | P            | Gf           | Gs           | G      | V      | N      | P      | Gf     | Gs     | DR  |
| ---------------- | ----- | ------- | ------- | ------- | ------- | ------- | ------- | ------------ | ------------ | ------------ | ------------ | ------------ | ------------ | ------ | ------ | ------ | ------ | ------ | ------ | --- |
| Regionalliga sud | 61    | 17      | 8       | 6       | 3       | 31      | 16      | 17           | 9            | 4            | 4            | 31           | 20           | 34     | 17     | 10     | 7      | 62     | 36     | +26 |
| Totale           | 61    | 17      | 8       | 6       | 3       | 31      | 16      | 17           | 9            | 4            | 4            | 31           | 20           | 34     | 17     | 10     | 7      | 62     | 36     | +26 |

### Andamento in campionato
| Giornata  | 1 | 2  | 3 | 4  | 5  | 6 | 7 | 8  | 9  | 10 | 11 | 12 | 13 | 14 | 15 | 16 | 17 | 18 | 19 | 20 | 21 | 22 | 23 | 24 | 25 | 26 | 27 | 28 | 29 | 30 | 31 | 32 | 33 | 34 |
| --------- | - | -- | - | -- | -- | - | - | -- | -- | -- | -- | -- | -- | -- | -- | -- | -- | -- | -- | -- | -- | -- | -- | -- | -- | -- | -- | -- | -- | -- | -- | -- | -- | -- |
| Luogo     | C | T  | C | T  | C  | T | C | T  | T  | C  | T  | C  | T  | C  | T  | C  | T  | T  | C  | T  | C  | T  | C  | T  | C  | C  | T  | C  | T  | C  | T  | C  | T  | C  |
| Risultato | N | P  | V | N  | N  | V | P | P  | V  | V  | P  | P  | P  | N  | N  | V  | N  | V  | V  | V  | N  | V  | V  | V  | V  | V  | N  | V  | V  | N  | V  | N  | V  | P  |
| Posizione | 9 | 15 | 9 | 11 | 13 | 8 | 9 | 13 | 11 | 7  | 9  | 10 | 10 | 11 | 12 | 9  | 10 | 9  | 9  | 9  | 9  | 6  | 3  | 3  | 3  | 3  | 3  | 3  | 3  | 3  | 2  | 3  | 2  | 4  |

Legenda:

Luogo: C = Casa; T = Trasferta. Risultato: V = Vittoria; N = Pareggio; P = Sconfitta.

### Statistiche dei giocatori
| A. Abazi       | 7  | 0  | 0  | 0 |
| R. Adolf       | 0  | 0  | 0  | 0 |
| S. Benda       | 33 | 7  | 1  | 0 |
| M. Braun       | 19 | 4  | 2  | 1 |
| S. Dreßler     | 19 | 1  | 0  | 0 |
| U. Ehlers      | 13 | 0  | 3  | 0 |
| T. Gellner     | 6  | 0  | 1  | 0 |
| E. Hecker      | 1  | 0  | 0  | 0 |
| K. Hutwelker   | 33 | 3  | 7  | 0 |
| S. Janić       | 11 | 1  | 0  | 0 |
| M. Knackmuß    | 31 | 1  | 4  | 0 |
| J. Kreuzer     | 3  | 0  | 0  | 0 |
| C. Krieglmeier | 0  | 0  | 0  | 0 |
| M. Löring      | 32 | 5  | 4  | 0 |
| V. Manislavic  | 0  | 0  | 0  | 0 |
| Z. Miletić     | 34 | 0  | 1  | 0 |
| P. Mölzl       | 29 | 3  | 13 | 0 |
| C. Okpala      | 31 | 13 | 2  | 0 |
| M. Rama        | 13 | 1  | 0  | 0 |
| M. Römer       | 31 | 17 | 2  | 1 |
| D. Sbordone    | 17 | 0  | 5  | 1 |
| O. Schmidt     | 28 | 0  | 2  | 0 |
| R. Strauß      | 5  | 0  | 1  | 0 |
| A. Strehmel    | 3  | 0  | 0  | 0 |
| M. Thorandt    | 26 | 2  | 4  | 0 |
| A. Tölcseres   | 20 | 2  | 0  | 0 |
| M. Wenczel     | 26 | 1  | 1  | 1 |